# 蒙太奇
蒙太奇（法語：Montage），又称蒙太奇序列（montage-séquence）原為建築學的外来術語的音譯，意為構成、裝配，现多指一种电影剪辑技术，是電影創作的主要敘述手段和表現手段之一。蒙太奇異於長鏡頭電影表達方法，蒙太奇組合一系列不同地點、不同距離、不同角度、不同方法拍攝之多個短鏡頭，編輯成一部有情節之電影。憑借蒙太奇的作用，電影享有了時空上的極大自由，甚至可以構成與實際生活中的時間空間並不一致的電影時間和電影空間。蒙太奇可以產生演員動作和攝影機動作之外的「第三種動作」，從而影響影片的節奏和敘事方式。蒙太奇除了在電影中，還被廣為運用在视觉艺术等衍生领域。

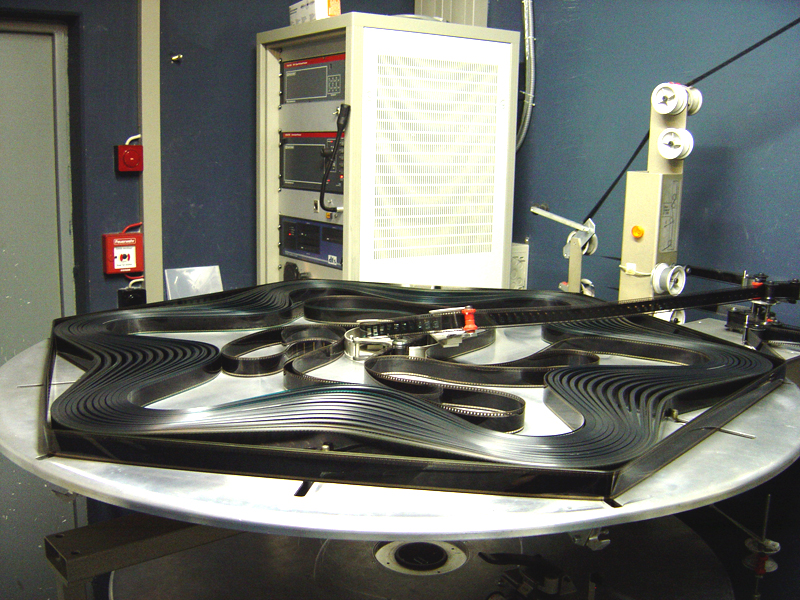
连续板环绕声系统的公司

常用的蒙太奇手法有新闻汇辑和铁路。在第一个，如《大國民》，有好多印刷報紙之鏡頭（多层的纸张在滚筒之间移动的镜头，从印刷机的末端出来的纸张，印刷工人在看报纸的镜头），标题被放大到銀幕上，告诉我们需要知道何物。在一个典型的铁路蒙太奇中，镜头包括引擎冲向镜头，巨大的引擎轮在銀幕上移动，长长的火车在镜头前飞驰而过，目的地标志占据了銀幕。

## 發展
1895年刚刚诞生的电影（如《火车进站》），完全没有剪辑。因此遭到质疑：為何用錢去看日常生活可見之畫面？於是埃德温·波特就藉此创造了电影剪辑。戴维·沃克·格里菲思为电影艺术建立了完整体系。但使此一体系变成真正理論者是苏联的謝爾蓋·愛森斯坦。他提出蒙太奇理論，主張以一連串分割鏡頭的重組方式，來創造新的意義，例如艾森斯坦在《波坦金戰艦》裡，重複交叉剪輯一頭石獅子與群眾暴動在一起，暗示出無產階級起義之意義。此外，除了以上所說的影像蒙太奇之外，還有「音響蒙太奇」。
蒙太奇的另一位重要理论家是库里肖夫，为了弄清蒙太奇的并列效应，做了著名的镜头剪接实验，他发现了“库里肖夫效应”与“创造性地理”。
从1930年代到50年代，蒙太奇镜头常常结合大量的短镜头和特殊的光学效果（褪色、溶解、分割畫面、双曝光和三曝光）舞蹈和音乐。

## 外部連結
- 【观影体验革新】之一 视觉蒙太奇——电影艺术的语言